# Le sexy infermiere
(tagline del film)
Le sexy infermiere (Up 'n' Coming) è un film pornografico statunitense del 1983 con protagonista Marilyn Chambers, diretto da Stu Segall.
Il film venne scritto, prodotto e diretto da Stu Segall con lo pseudonimo "Godfrey Daniels". Sebbene riscosse molto meno successo rispetto al più noto Insatiable dello stesso regista, la pellicola viene considerata parte integrante della cosiddetta Golden Age of Porn ("L'età d'oro del porno") del cinema statunitense.

## Trama
Cassie Harland, una giovane cantante Country & Western in ascesa ottiene un lavoro come atto di apertura per la veterana star country Althea Anderson. Presto la ragazza si attira molta attenzione da parte del pubblico e delle case discografiche, e alla star più anziana la faccenda non piace per niente.

## Distribuzione
- Cinema International Canada (CIC) (1983) (Canada) (cinema)
- Key International Pictures (1983) (USA) (cinema)
- Miracle Films (1983) (USA) (cinema)
- Creative Image (1983) (USA) (VHS)
- Image Cable Systems (1983) (USA) (TV)
- Image Entertainment (1983) (mondo) (video) (LaserDisc)
- TBH (1985) (Svezia) (cinema)
- Video Programme Distributors (VPD) (1987) (UK) (VHS) (versione tagliata)
- Adult Rental (2008) (mondo) (video) (video-on-demand)
- Filmtrust (1987) (Paesi Bassi) (cinema)
- Caballero Home Video (1983) (USA) (VHS) (noleggio)
- Palace Vibrant Video (1985) (Australia) (video) (versione censurata)
- Palace X Video (1984) (Australia) (video)
- Scherzo (1985) (Francia) (VHS) (versione doppiata)